# Carpathonesticus orolesi
Carpathonesticus orolesi es una especie de araña araneomorfa del género Carpathonesticus, familia Nesticidae. Fue descrita científicamente por Nae en 2013.
Se distribuye por Rumania. El abdomen es de color amarillo claro, con patas marrones claras.